# Cleyera parvifolia
Cleyera parvifolia är en tvåhjärtbladig växtart som först beskrevs av Clarence Emmeren Kobuski, och fick sitt nu gällande namn av Hu Hsien-Hsu och L. K. Ling. Cleyera parvifolia ingår i släktet Cleyera, och familjen Pentaphylacaceae. Inga underarter finns listade i Catalogue of Life.